# Lista de templos de A Igreja de Jesus Cristo dos Santos dos Últimos Dias
Esta é uma lista de Templos operados por A Igreja de Jesus Cristo dos Santos dos Últimos Dias, em ordem cronológica. Segundo a doutrina de A Igreja de Jesus Cristo dos Santos dos Últimos Dias, também conhecida por Igreja Mórmon, um templo é um edifício dedicado a Deus e são considerados pelos adeptos da igreja as estruturas mais sagradas na terra. Após a conclusão, os templos são abertos ao público por um curto período, sendo que esse período é chamado de Portas Abertas, onde a estrutura do templo, assim como a doutrina da igreja, é divulgada às autoridades políticas, religiosas, demais membros da organização e a sociedade em geral. Durante as Portas Abertas, a igreja realiza excursões pelo interior do edifício com os missionários e seus fiéis, e todas as estruturas do prédio são abertas ao público. Após a dedicação do templo, geralmente feita pelo profeta da igreja ou outro portador do sacerdócio designado pelo profeta, apenas membros da denominação religiosa são permitidos de o visitarem. Pela doutrina da organização religiosa, os templos não são considerados igrejas, mas sim locais de adoração Deus. A Igreja de Jesus Cristo dos Santos dos Últimos Dias possui 382 templos em várias fases, incluindo 204 templos dedicados (195 em funcionamento, 9 em renovação), 7 com dedicação marcada, 48 em construção, 4 com abertura de terra e outros 117 anunciados.

Dentro dos templos, os fiéis da igreja realizam convênios e recebem ordenanças sagradas, tais como batismos, investiduras e selamentos aos familiares (casamento eterno). Além disso, os adeptos do mormonismo consideram o templo um lugar para estar na presença com Deus, buscar ter respostas, compreender a vontade de Deus e receber revelação pessoal vinda de Deus.

## História
Em 1832, logo após a restauração da Igreja, Joseph Smith Jr. teve a certeza, por meio de oração, que Deus desejava que os Santos dos Últimos Dias construíssem um templo O Templo de Kirtland foi o primeiro templo construído pelo Movimento dos Santos dos Últimos Dias, em 1836. Inicialmente, a organização religiosa construiu templos em áreas onde havia grande concentração de membros: Utah, Idaho, Arizona e Havaí (Estados Unidos) e Alberta (Canadá). Em meados do século XX, devido à importância dos templos na teologia, a igreja iniciou a construção de templos em outras regiões do mundo. Assim, foram construídos templos em Berna (Suíça) - primeiro templo da Igreja construído na Europa; Hamilton (Nova Zelândia); Londres (Inglaterra); São Paulo (Brasil) e Tóquio (Japão).
Em 1980, Spencer W. Kimball, então profeta da igreja na época, anunciou a construção de diversos templos. Muitos deles foram na América Latina, sendo o Templo de São Paulo o primeiro a ser construído na região da América do Sul, em 1978. Também foi construído o Templo da Cidade do México (1983), e assim o número de templos mórmons no mundo subiu para 36.
O presidente Gordon B. Hinckley (1910–2008) também anunciou a construção de inúmeros templos dos Santos dos Últimos Dias em todo o mundo. Em 1998, quando havia apenas 51 templos mórmons no mundo, ele anunciou a construção de 49 templos, elevando para 100 o número de edifícios desta natureza até 2001. De 1998 a 2001, 38 destes templos anunciados foram construídos e dedicados e outros 11 permaneceram em fase de término de construção. Até a morte de Gordon B. Hinckley, em 2008, 124 templos da igreja estavam em funcionamento ou em construção pelo mundo.
Em 7 de outubro de 2018, Russell M. Nelson anunciou a intenção de construir mais 12 templos, colocando o número total de templos em operação, em construção ou anunciados acima de 200. Esse ritmo acelerado de anúncios continuou e, em 4 de agosto, o número total de templos da igreja em operação, em construção ou anunciados chegou a 382.

## Templos Inutilizáveis
| Nº | Imagem | Templo   | Local                    | Dedicação           | Estado          | Metros quadrados | Estilo arquitetônico                          |
| -- | ------ | -------- | ------------------------ | ------------------- | --------------- | ---------------- | --------------------------------------------- |
| 1  |        | Kirtland | Kirtland, Estados Unidos | 27 de março de 1836 | Local Histórico | 1.394            | Revivência georgiana e colonial da Inglaterra |

## Templos Destruídos
| Nº | Imagem | Templo | Local                  | Dedicação           | Estado                                                                             | Metros quadrados | Estilo arquitetônico             |
| -- | ------ | ------ | ---------------------- | ------------------- | ---------------------------------------------------------------------------------- | ---------------- | -------------------------------- |
| 1  |        | Nauvoo | Nauvoo, Estados Unidos | 30 de abril de 1846 | Abandonado em 1846; destruído em meados do século XIX e reconstruído no século XXI | 4.645            | Revivência grega                 |
| 2  |        | Apia   | Apia, Samoa            | 5 de agosto de 1983 | Destruído pelo incêndio em 9 de julho de 2003                                      | 1.353            | Moderno clássico com um pináculo |

## Templos em Funcionamento

### Dedicados no século XIX
| Nº | Imagem | Templo       | Local                          | Dedicação                                                        | Metros quadrados | Estilo arquitetônico                  |
| -- | ------ | ------------ | ------------------------------ | ---------------------------------------------------------------- | ---------------- | ------------------------------------- |
| 1  |        | Saint George | St. George, Estados Unidos     | 6 de abril de 1877 11 de novembro de 1975 10 de dezembro de 2023 | 13.375           | Gótico castelado                      |
| 2  |        | Logan        | Logan, Estados Unidos          | 17 de maio de 1884 13 de março de 1979                           | 11.113           | Castelado                             |
| 3  |        | Manti        | Manti, Estados Unidos          | 21 de maio de 1888 14 de junho de 1985 21 de abril de 2024       | 6.948            | Gótico castelado/ Renascença francesa |
| 4  |        | Salt Lake    | Salt Lake City, Estados Unidos | 6 de abril de 1893                                               | 35.508           | Gótico castelado com seis Pináculos   |

### Dedicados entre 1900-1979
| Nº | Imagem | Templo          | Local                           | Dedicação                                                        | Metros quadrados | Estilo arquitetônico            |
| -- | ------ | --------------- | ------------------------------- | ---------------------------------------------------------------- | ---------------- | ------------------------------- |
| 5  |        | Laie            | Laie, Estados Unidos            | 27 de novembro de 1919 13 de junho de 1978 21 de outubro de 2010 | 3.911            | Templo de Salomão, sem pináculo |
| 6  |        | Cardston        | Cardston, Canadá                | 26 de agosto de 1923 2 de julho de 1962 22 de junho de 1991      | 8.228            | Templo de Salomão, sem pináculo |
| 7  |        | Mesa            | Mesa, Estados Unidos            | 23 de outubro de 1927 15 de abril de 1975 12 de dezembro de 2021 | 6.968            | Templo de Salomão, sem pináculo |
| 8  |        | Idaho Falls     | Idaho Falls, Estados Unidos     | 23 de setembro de 1945 4 de junho de 2017                        | 7.955            | Moderno com um pináculo         |
| 9  |        | Berna           | Berna, Suíça                    | 11 de setembro de 1955 23 de outubro de 1992                     | 3.302            | Moderno com um pináculo         |
| 10 |        | Los Angeles     | Los Angeles, Estados Unidos     | 11 de março de 1956                                              | 17.709           | Moderno com um pináculo         |
| 11 |        | Hamilton        | Hamilton, Nova Zelândia         | 20 de abril de 1958 16 de outubro de 2022                        | 4.204            | Moderno com um pináculo         |
| 12 |        | Londres         | Londres, Reino Unido            | 7 de setembro de 1958 18 de outubro de 1992                      | 3.962            | Moderno com um pináculo         |
| 13 |        | Oakland         | Oakland, Estados Unidos         | 19 de novembro de 1964 16 de junho de 2019                       | 7.447            | Moderno com cinco pináculos     |
| 14 |        | Ogden           | Ogden, Estados Unidos           | 18 de janeiro de 1972 21 de setembro de 2014                     | 10.427           | Moderno com um pináculo         |
| 15 |        | Provo           | Provo, Estados Unidos           | 9 de fevereiro de 1972                                           | 11.922           | Moderno com um pináculo         |
| 16 |        | Washington D.C. | Washington, D.C, Estados Unidos | 19 de novembro de 1974 14 de agosto de 2022                      | 14.545           | Moderno com seis pináculos      |
| 17 |        | São Paulo       | São Paulo, Brasil               | 30 de outubro de 1978 22 de fevereiro de 2004                    | 5.504            | Moderno com um pináculo         |

### Dedicados na década de 1980
| Nº | Imagem | Templo              | Local                          | Dedicação                                                           | Metros quadrados | Estilo arquitetônico                                    |
| -- | ------ | ------------------- | ------------------------------ | ------------------------------------------------------------------- | ---------------- | ------------------------------------------------------- |
| 18 |        | Tóquio              | Tóquio, Japão                  | 27 de outubro de 1980 3 de julho de 2022                            | 5.016            | Moderno com um pináculo                                 |
| 19 |        | Seattle             | Seattle, Estados Unidos        | 17 de novembro de 1980                                              | 10.219           | Moderno com um pináculo                                 |
| 20 |        | Jordan River        | South Jordan, Estados Unidos   | 16 de novembro de 1981 20 de maio de 2018                           | 13.772           | Moderno com um pináculo                                 |
| 21 |        | Atlanta             | Atlanta, Estados Unidos        | 1 de junho de 1983 14 de novembro de 1997 1 de maio de 2011         | 3.205            | Moderno com um pináculo                                 |
| 22 |        | Apia                | Apia, Samoa                    | 4 de setembro de 2005                                               | 1.736            | Moderno clássico com um pináculo                        |
| 23 |        | Nuku'alofa          | Tongatapu, Tonga               | 9 de agosto de 1983 4 de novembro de 2007                           | 1.354            | Moderno com um pináculo                                 |
| 24 |        | Santiago            | Santiago, Chile                | 15 de setembro de 1983 12 de março de 2006                          | 1.935            | Moderno com um pináculo                                 |
| 25 |        | Papeete             | Papeete, Polinésia Francesa    | 27 de outubro de 1983 12 de novembro de 2006                        | 923              | Telhado inclinado com um pináculo                       |
| 26 |        | Cidade do México    | Cidade do México, México       | 2 de dezembro de 1983 16 de novembro de 2008 13 de setembro de 2015 | 10.836           | Moderno em estilo Maiano, com um pináculo               |
| 27 |        | Boise               | Boise, Estados Unidos          | 25 de maio de 1984 14 de fevereiro de 1987 18 de novembro de 2012   | 3.332            | Telhado inclinado, com seis pináculos                   |
| 28 |        | Sydney              | Sydney, Austrália              | 20 de setembro de 1984                                              | 2.850            | Moderno com um pináculo                                 |
| 29 |        | Manila              | Manila, Filipinas              | 25 de setembro de 1984                                              | 2.479            | Telhado inclinado, com seis pináculos                   |
| 30 |        | Dallas              | Dallas, Estados Unidos         | 19 de outubro de 1984 5 de março de 1989                            | 4.107            | Telhado inclinado, com seis pináculos                   |
| 31 |        | Taipé               | Taipé, Taiwan                  | 17 de novembro de 1984                                              | 924              | Telhado inclinado, com seis pináculos                   |
| 32 |        | Cidade de Guatemala | Cidade da Guatemala, Guatemala | 14 de dezembro de 1984                                              | 1.079            | Telhado inclinado, com seis pináculos                   |
| 33 |        | Freiberga           | Freiberga, Alemanha            | 29 de junho de 1985 7 de setembro de 2002 4 de setembro de 2016     | 1.312            | Telhado inclinado com um pináculo                       |
| 34 |        | Estocolmo           | Estocolmo, Suécia              | 2 de julho de 1985                                                  | 1.348            | Telhado inclinado, com seis pináculos                   |
| 35 |        | Chicago             | Chicago, Estados Unidos        | 9 de agosto de 1985 8 de outubro de 1989                            | 3.443            | Telhado inclinado, com seis pináculos                   |
| 36 |        | Joanesburgo         | Joanesburgo, África do Sul     | 24 de agosto de 1985                                                | 1.782            | Telhado inclinado, com seis pináculos                   |
| 37 |        | Seul                | Seul, Coreia do Sul            | 14 de dezembro de 1985                                              | 2.607            | Telhado inclinado, com seis pináculos                   |
| 38 |        | Lima                | Lima, Peru                     | 10 de janeiro de 1986                                               | 892              | Telhado inclinado, com seis pináculos                   |
| 39 |        | Buenos Aires        | Buenos Aires, Argentina        | 17 de janeiro de 1986 9 de setembro de 2012                         | 1.113            | Telhado inclinado, com seis pináculos                   |
| 40 |        | Denver              | Denver, Estados Unidos         | 24 de outubro de 1986                                               | 2.705            | Moderno com um pináculo                                 |
| 41 |        | Frankfurt           | Frankfurt, Alemanha            | 28 de agosto de 1987 20 de outubro de 2019                          | 2.246            | Telhado inclinado com um pináculo invertido e destacado |
| 42 |        | Portland            | Portland, Estados Unidos       | 19 de agosto de 1989                                                | 7.479            | Telhado inclinado com seis pináculos                    |
| 43 |        | Las Vegas           | Las Vegas, Estados Unidos      | 16 de dezembro de 1989                                              | 7.465            | Telhado inclinado com seis pináculos                    |

### Dedicados na década de 1990
| Nº | Imagem | Templo           | Local                         | Dedicação                                    | Metros quadrados | Estilo arquitetônico                                             |
| -- | ------ | ---------------- | ----------------------------- | -------------------------------------------- | ---------------- | ---------------------------------------------------------------- |
| 44 |        | Toronto          | Toronto, Canadá               | 25 de agosto de 1990                         | 5.387            | Moderno com um pináculo                                          |
| 45 |        | San Diego        | San Diego, Estados Unidos     | 25 de abril de 1993                          | 6.689            | Moderno com dois pináculos                                       |
| 46 |        | Orlando          | Orlando, Estados Unidos       | 9 de outubro de 1994 1 de junho de 2026      | 6.503            | Moderno clássico com um pináculo                                 |
| 47 |        | Bountiful        | Bountiful, Estados Unidos     | 8 de janeiro de 1995                         | 9.662            | Moderno clássico com um pináculo                                 |
| 48 |        | Hong Kong        | Hong Kong, China              | 26 de maio de 1996 19 de junho de 2022       | 2.020            | Hong Kong Colonial, com um Pináculo destacado em ambas as partes |
| 49 |        | Mount Timpanogos | American Fork, Estados Unidos | 13 de outubro de 1996                        | 9.963            | Moderno clássico, com um pináculo                                |
| 50 |        | St. Louis        | St. Louis, Estados Unidos     | 1 de junho de 1997                           | 5.458            | Moderno clássico com um pináculo                                 |
| 51 |        | Vernal           | Vernal, Estados Unidos        | 2 de novembro de 1997                        | 3.602            | Prédio existente adaptado                                        |
| 52 |        | Preston          | Preston, Reino Unido          | 7 de junho de 1998                           | 6.469            | Moderno, com um pináculo                                         |
| 53 |        | Monticello       | Monticello, Estados Unidos    | 26 de julho de 1998 17 de novembro de 2002   | 1.043            | Moderno clássico                                                 |
| 54 |        | Anchorage        | Anchorage, Estados Unidos     | 9 de janeiro de 1999 8 de fevereiro de 2004  | 1.109            | Moderno clássico                                                 |
| 55 |        | Colonia Juárez   | Ciudad Juárez, México         | 6 de março de 1999                           | 632              | Moderno clássico                                                 |
| 56 |        | Madrid           | Madrid, Espanha               | 19 de março de 1999                          | 4.255            | Moderno clássico com um pináculo                                 |
| 57 |        | Bogotá           | Bogotá, Colômbia              | 24 de abril de 1999                          | 4.970            | Moderno clássico com um pináculo                                 |
| 58 |        | Guayaquil        | Guayaquil, Equador            | 1 de agosto de 1999                          | 6.585            | Moderno clássico com um pináculo                                 |
| 59 |        | Spokane          | Spokane, Estados Unidos       | 21 de agosto de 1999                         | 994              | Moderno clássico com um pináculo                                 |
| 60 |        | Columbus         | Columbus, Estados Unidos      | 4 de setembro de 1999 4 de junho de 2023     | 1.091            | Moderno clássico com um pináculo                                 |
| 61 |        | Bismarck         | Bismarck, Estados Unidos      | 19 de setembro de 1999                       | 994              | Moderno clássico com um pináculo                                 |
| 62 |        | Colúmbia         | Colúmbia, Estados Unidos      | 16 de outubro de 1999                        | 994              | Moderno clássico com um pináculo                                 |
| 63 |        | Detroit          | Detroit, Estados Unidos       | 23 de outubro de 1999                        | 994              | Moderno clássico com um pináculo                                 |
| 64 |        | Halifax          | Halifax, Canadá               | 14 de novembro de 1999                       | 994              | Moderno clássico com um pináculo                                 |
| 65 |        | Regina           | Regina, Canadá                | 14 de novembro de 1999                       | 994              | Moderno clássico com um pináculo                                 |
| 66 |        | Billings         | Billings, Estados Unidos      | 20 de novembro de 1999                       | 3.140            | Moderno clássico com um pináculo                                 |
| 67 |        | Edmonton         | Edmonton, Canadá              | 11 de dezembro de 1999                       | 994              | Moderno clássico com um pináculo                                 |
| 68 |        | Raleigh          | Raleigh, Estados Unidos       | 18 de dezembro de 1999 13 de outubro de 2019 | 1.195            | Moderno clássico com um pináculo                                 |

### Dedicados na década de 2000
| Nº  | Imagem | Templo             | Local                               | Dedicação                                   | Metros quadrados | Estilo arquitetônico              |
| --- | ------ | ------------------ | ----------------------------------- | ------------------------------------------- | ---------------- | --------------------------------- |
| 69  |        | Saint Paul         | Saint Paul, Estados Unidos          | 9 de janeiro de 2000                        | 994              | Moderno clássico com um pináculo  |
| 70  |        | Kona               | Kona, Estados Unidos                | 23 de janeiro de 2000                       | 994              | Moderno clássico com um pináculo  |
| 71  |        | Ciudad Juárez      | Ciudad Juárez, México               | 26 de fevereiro de 2000                     | 994              | Moderno clássico com um pináculo  |
| 72  |        | Hermosillo         | Hermosillo, México                  | 27 de fevereiro de 2000                     | 1.000            | Moderno clássico com um pináculo  |
| 73  |        | Albuquerque        | Albuquerque, Estados Unidos         | 5 de março de 2000                          | 3.181            | Moderno clássico com um pináculo  |
| 74  |        | Oaxaca             | Oaxaca, México                      | 11 de março de 2000                         | 994              | Moderno clássico com um pináculo  |
| 75  |        | Tuxtla Gutiérrez   | Tuxtla Gutiérrez, México            | 12 de março de 2000                         | 994              | Moderno clássico com um pináculo  |
| 76  |        | Louisville         | Louisville, Estados Unidos          | 19 de março de 2000                         | 994              | Moderno clássico com um pináculo  |
| 77  |        | Palmyra            | Palmyra, Estados Unidos             | 6 de abril de 2000                          | 1.013            | Moderno clássico com um pináculo  |
| 78  |        | Fresno             | Fresno, Estados Unidos              | 9 de abril de 2000                          | 994              | Moderno clássico com um pináculo  |
| 79  |        | Medford            | Medford, Estados Unidos             | 16 de abril de 2000                         | 994              | Moderno clássico com um pináculo  |
| 80  |        | Memphis            | Memphis, Estados Unidos             | 23 de abril de 2000 5 de maio de 2019       | 1.012            | Moderno clássico com um pináculo  |
| 81  |        | Reno               | Reno, Estados Unidos                | 23 de abril de 2000                         | 994              | Moderno clássico com um pináculo  |
| 82  |        | Cochabamba         | Cochabamba, Bolívia                 | 30 de abril de 2000                         | 3.094            | Moderno clássico com um pináculo  |
| 83  |        | Tampico            | Tampico, México                     | 20 de maio de 2000                          | 994              | Moderno clássico com um pináculo  |
| 84  |        | Nashville          | Nashville, Estados Unidos           | 21 de maio de 2000                          | 994              | Moderno clássico com um pináculo> |
| 85  |        | Villahermosa       | Villahermosa, México                | 21 de maio de 2000                          | 994              | Moderno clássico com um pináculo  |
| 86  |        | Montreal           | Montreal, Canadá                    | 4 de junho de 2000 22 de novembro de 2015   | 1.073            | Moderno clássico com um pináculo  |
| 87  |        | San José           | San José, Costa Rica                | 4 de junho de 2000                          | 994              | Moderno clássico com um pináculo  |
| 88  |        | Fukuoka            | Fukuoka, Japão                      | 11 de junho de 2000                         | 994              | Moderno clássico com um pináculo  |
| 89  |        | Adelaide           | Adelaide, Austrália                 | 15 de junho de 2000                         | 994              | Moderno clássico com um pináculo  |
| 90  |        | Melbourne          | Melbourne, Austrália                | 16 de junho de 2000                         | 994              | Moderno clássico com um pináculo  |
| 91  |        | Suva               | Suva, Fiji                          | 18 de junho de 2000 21 de fevereiro de 2016 | 994              | Moderno clássico com um pináculo  |
| 92  |        | Mérida             | Mérida, México                      | 8 de julho de 2000                          | 994              | Moderno clássico com um pináculo  |
| 93  |        | Veracruz           | Veracruz, México                    | 9 de julho de 2000                          | 994              | Moderno clássico com um pináculo  |
| 94  |        | Baton Rouge        | Baton Rouge, Estados Unidos         | 16 de julho de 2000 17 de novembro de 2019  | 1.012            | Moderno clássico com um pináculo  |
| 95  |        | Cidade de Oklahoma | Yukon, Estados Unidos               | 30 de julho de 2000 19 de maio de 2019      | 1.012            | Moderno clássico com um pináculo  |
| 96  |        | Caracas            | Caracas, Venezuela                  | 20 de agosto de 2000                        | 1.424            | Moderno clássico com um pináculo  |
| 97  |        | Houston            | Houston, Estados Unidos             | 26 de agosto de 2000 22 de abril de 2018    | 3.156            | Moderno clássico com um pináculo  |
| 98  |        | Birmingham         | Birmingham, Estados Unidos          | 3 de setembro de 2000                       | 994              | Moderno clássico com um pináculo  |
| 99  |        | Santo Domingo      | Santo Domingo, República Dominicana | 17 de setembro de 2000                      | 6.225            | Moderno clássico com um pináculo  |
| 100 |        | Boston             | Boston, Estados Unidos              | 1 de outubro de 2000                        | 6.466            | Moderno clássico com um pináculo  |
| 101 |        | Recife             | Recife, Brasil                      | 15 de dezembro de 2000                      | 3.456            | Moderno clássico com um pináculo  |
| 102 |        | Porto Alegre       | Porto Alegre, Brasil                | 17 de dezembro de 2000                      | 994              | Moderno clássico com um pináculo  |
| 103 |        | Montevidéu         | Montevidéu, Uruguai                 | 18 de março de 2001                         | 994              | Moderno clássico com um pináculo  |
| 104 |        | Winter Quarters    | Omaha, Estados Unidos               | 22 de abril de 2001                         | 1.486            | Moderno clássico - dois pisos     |
| 105 |        | Guadalajara        | Guadalajara, México                 | 29 de abril de 2001                         | 994              | Moderno clássico com um pináculo  |
| 106 |        | Perth              | Perth, Austrália                    | 20 de maio de 2001                          | 994              | Moderno clássico com um pináculo  |
| 107 |        | Columbia River     | Richland, Estados Unidos            | 18 de novembro de 2001                      | 1.568            | Moderno clássico                  |
| 108 |        | Snowflake          | Snowflake, Estados Unidos           | 3 de março de 2002                          | 1.730            | Moderno clássico – dois pisos     |
| 109 |        | Lubbock            | Lubbock, Estados Unidos             | 21 de abril de 2002                         | 1.533            | Moderno clássico                  |
| 110 |        | Monterrei          | Monterrei, México                   | 28 de abril de 2002                         | 1.533            | Moderno clássico                  |
| 111 |        | Campinas           | Campinas, Brasil                    | 17 de maio de 2002                          | 4.469            | Moderno clássico com um pináculo  |
| 112 |        | Assunção           | Assunção, Paraguai                  | 19 de maio de 2002 3 de novembro de 2019    | 994              | Moderno clássico com um pináculo  |
| 113 |        | Nauvoo             | Nauvoo, Estados Unidos              | 27 de junho de 2002                         | 5.017            | Revivência grega                  |
| 114 |        | Haia               | Zoetermeer, Países Baixos           | 8 de setembro de 2002                       | 975              | Moderno clássico com um pináculo  |
| 115 |        | Brisbane           | Brisbane, Austrália                 | 15 de junho de 2003                         | 994              | Moderno clássico com um pináculo  |
| 116 |        | Redlands           | Redlands, Estados Unidos            | 14 de setembro de 2003                      | 1.607            | Moderno clássico                  |
| 117 |        | Acra               | Acra, Gana                          | 11 de janeiro de 2004                       | 1.626            | Moderno clássico                  |
| 118 |        | Copenhaga          | Copenhaga, Dinamarca                | 23 de maio de 2004                          | 2.323            | Prédio existente adaptado         |
| 119 |        | Manhattan          | Nova Iorque, Estados Unidos         | 13 de junho de 2004                         | 1.917            | Prédio existente adaptado         |
| 120 |        | San Antônio        | San Antonio, Estados Unidos         | 22 de maio de 2005                          | 1.561            | Moderno clássico                  |
| 121 |        | Aba                | Aba, Nigéria                        | 7 de agosto de 2005                         | 1.068            | Moderno clássico com um pináculo  |
| 122 |        | Newport Beach      | Newport Beach, Estados Unidos       | 28 de agosto de 2005                        | 1.654            | Moderno clássico                  |
| 123 |        | Sacramento         | Rancho Cordova, Estados Unidos      | 3 de setembro de 2006                       | 1.812            | Moderno clássico com um pináculo  |
| 124 |        | Helsínquia         | Espoo, Finlândia                    | 22 de outubro de 2006                       | 2.137            | Moderno clássico                  |
| 125 |        | Rexburg            | Rexburg, Estados Unidos             | 10 de fevereiro de 2008                     | 5.342            | Moderno clássico com um pináculo  |
| 126 |        | Curitiba           | Curitiba, Brasil                    | 1 de junho de 2008                          | 2.700            | Moderno clássico com um pináculo  |
| 127 |        | Cidade do Panamá   | Cidade do Panamá, Panamá            | 10 de agosto de 2008                        | 1.759            | Moderno clássico com um pináculo  |
| 128 |        | Twin Falls         | Twin Falls, Estados Unidos          | 24 de agosto de 2008                        | 2.903            | Moderno clássico com um pináculo  |
| 129 |        | Draper             | Draper, Estados Unidos              | 20 de março de 2009                         | 5.416            | Moderno clássico com um pináculo  |
| 130 |        | Oquirrh Mountain   | South Jordan, Estados Unidos        | 21 de agosto de 2009                        | 5.600            | Moderno clássico com um pináculo  |

### Dedicados na década de 2010
| Nº  | Imagem | Templo            | Local                                    | Dedicação              | Metros quadrados | Estilo arquitetônico                           |
| --- | ------ | ----------------- | ---------------------------------------- | ---------------------- | ---------------- | ---------------------------------------------- |
| 131 |        | Vancouver         | Vancouver, Canadá                        | 2 de maio de 2010      | 2.617            | Moderno clássico com dois pináculos            |
| 132 |        | Gila Valley       | Condado de Graham, Estados Unidos        | 23 de maio de 2010     | 1.724            | Clássico moderno, com inspirações romenas      |
| 133 |        | Cidade de Cebu    | Cebu, Filipinas                          | 13 de junho de 2010    | 2.746            | não informado                                  |
| 134 |        | Kiev              | Kiev, Ucrânia                            | 29 de agosto de 2010   | 990              | Templo de Salomão, sem pináculo                |
| 135 |        | San Salvador      | San Salvador, El Salvador                | 11 de dezembro de 2011 | 1.950            | não informado                                  |
| 136 |        | Quetzaltenango    | Quetzaltenango, Guatemala                | 11 de dezembro de 2011 | 1.959            | não informado                                  |
| 137 |        | Kansas City       | Kansas City, Estados Unidos              | 6 de maio de 2012      | 2.973            | não informado                                  |
| 138 |        | Manaus            | Manaus, Brasil                           | 10 de junho de 2012    | 2.976            | Moderno clássico, com estatueta e pináculo     |
| 139 |        | Brigham City      | Brigham City, Estados Unidos             | 23 de setembro de 2012 | 3.300            | Moderno                                        |
| 140 |        | Calgary           | Calgary, Canadá                          | 28 de outubro de 2012  | 3.066            | Moderno                                        |
| 141 |        | Tegucigalpa       | Tegucigalpa, Honduras                    | 17 de março de 2013    | 2.004            | Moderno com pináculo                           |
| 142 |        | Gilbert           | Gilbert, Estados Unidos                  | 2 de março de 2014     | 7.927            | Neoclássico                                    |
| 143 |        | Fort Lauderdale   | Fort Lauderdale, Estados Unidos          | 4 de maio de 2014      | 2.834            | Clássico moderno                               |
| 144 |        | Phoenix           | Phoenix, Estados Unidos                  | 16 de novembro de 2014 | 6.027            | não informado                                  |
| 145 |        | Córdova           | Córdova, Argentina                       | 17 de maio de 2015     | 3.193            | não informado                                  |
| 146 |        | Payson            | Payson, Estados Unidos                   | 7 de junho de 2015     | 8.977            | não informado                                  |
| 147 |        | Trujillo          | Trujillo, Peru                           | 21 de junho de 2015    | 2.620            | espanhol colonial clássico                     |
| 148 |        | Indianápolis      | Carmel, Estados Unidos                   | 23 de agosto de 2015   | 3.159            | não informado                                  |
| 149 |        | Tijuana           | Tijuana, México                          | 13 de dezembro de 2015 | 3.100            | espanhol colonial clássico                     |
| 150 |        | Provo City Center | Provo, Estados Unidos                    | 20 de março de 2016    | 7.905            | não informado                                  |
| 151 |        | Sapporo           | Sapporo, Japão                           | 21 de agosto de 2016   | 4.504            | Estilo tradicional japonês e moderno ocidental |
| 152 |        | Filadélfia        | Filadélfia, Estados Unidos               | 18 de setembro de 2016 | 5.710            | neoclássico                                    |
| 153 |        | Fort Collins      | Fort Collins, Estados Unidos             | 16 de outubro de 2016  | 3.902            | não informado                                  |
| 154 |        | Star Valley       | Condado de Lincoln, Estados Unidos       | 30 de outubro de 2016  | 1.729            | não informado                                  |
| 155 |        | Hartford          | Farmington, Estados Unidos               | 20 de novembro de 2016 | 2.996            | não informado                                  |
| 156 |        | Paris             | Paris, França                            | 21 de maio de 2017     | 4.104            | Moderno clássico com pináculo ao centro        |
| 157 |        | Tucson            | Tucson, Estados Unidos                   | 13 de agosto de 2017   | 3.550            | não informado                                  |
| 158 |        | Meridian          | Meridian, Estados Unidos                 | 19 de novembro de 2017 | 6.255            | não informado                                  |
| 159 |        | Cedar City        | Cedar City, Estados Unidos               | 10 de dezembro de 2017 | 3.963            | não informado                                  |
| 160 |        | Concepción        | Concepción, Chile                        | 28 de outubro de 2018  | 2.100            | não informado                                  |
| 161 |        | Barranquilla      | Barranquilla, Colômbia                   | 9 de dezembro de 2018  | 2.200            | não informado                                  |
| 162 |        | Roma              | Roma, Itália                             | 10 de março de 2019    | 3.700            | não informado                                  |
| 163 |        | Kinshasa          | Kinshasa, República Democrática do Congo | 14 de abril de 2019    | 1.100            | não informado                                  |
| 164 |        | Fortaleza         | Fortaleza, Brasil                        | 2 de junho de 2019     | 3.300            | não informado                                  |
| 165 |        | Porto Príncipe    | Pétionville, Haiti                       | 1 de setembro de 2019  | 933              | não informado                                  |
| 166 |        | Lisboa            | Lisboa, Portugal                         | 15 de setembro de 2019 | 2.205            | não informado                                  |
| 167 |        | Arequipa          | Arequipa, Peru                           | 15 de dezembro de 2019 | 2.506            | não informado                                  |

### Dedicados na década de 2020
| Nº  | Imagem | Templo               | Local                            | Dedicação               | Metros quadrados | Estilo arquitetônico |
| --- | ------ | -------------------- | -------------------------------- | ----------------------- | ---------------- | -------------------- |
| 168 |        | Durban               | Durban, África do Sul            | 16 de fevereiro de 2020 | 1.845            | não informado        |
| 169 |        | Winnipeg             | Winnipeg, Canadá                 | 31 de outubro de 2021   | 1.496            | não informado        |
| 170 |        | Pocatello            | Pocatello, Estados Unidos        | 7 de novembro de 2021   | 6.608            | não informado        |
| 171 |        | Rio de Janeiro       | Rio de Janeiro, Brasil           | 8 de maio de 2022       | 2.784            | não informado        |
| 172 |        | Yigo                 | Yigo, Guam                       | 22 de maio de 2022      | 637              | não informado        |
| 173 |        | Praia                | Praia, Cabo Verde                | 19 de junho de 2022     | 814              | não informado        |
| 174 |        | Belém                | Belém, Brasil                    | 20 de novembro de 2022  | 2.664            | não informado        |
| 175 |        | Quito                | Quito, Equador                   | 20 de novembro de 2022  | 3.417            | não informado        |
| 176 |        | San Juan             | San Juan, Porto Rico             | 15 de janeiro de 2023   | 649              | não informado        |
| 177 |        | Richmond             | Richmond, Estados Unidos         | 7 de maio de 2023       | 3.642            | não informado        |
| 178 |        | Helena               | Helena, Estados Unidos           | 18 de junho de 2023     | 910              | não informado        |
| 179 |        | Saratoga Springs     | Saratoga Springs, Estados Unidos | 13 de agosto de 2023    | 9.089            | não informado        |
| 180 |        | Brasília             | Brasília, Brasil                 | 17 de setembro de 2023  | 2.323            | não informado        |
| 181 |        | Bentonville          | Bentonville, Estados Unidos      | 17 de setembro de 2023  | 2.645            | não informado        |
| 182 |        | Moses Lake           | Moses Lake, Estados Unidos       | 17 de setembro de 2023  | 2.688            | não informado        |
| 183 |        | McAllen              | McAllen, Estados Unidos          | 8 de outubro de 2023    | 2.592            | não informado        |
| 184 |        | Feather River        | Yuba City, Estados Unidos        | 8 de outubro de 2023    | 3.871            | não informado        |
| 185 |        | Bangkok              | Banguecoque, Tailândia           | 22 de outubro de 2023   | 4.508            | não informado        |
| 186 |        | Okinawa              | Okinawa, Japão                   | 12 de novembro de 2023  | 1.155            | não informado        |
| 187 |        | Lima Peru Los Olivos | Los Olivos, Lima, Peru           | 14 de janeiro de 2024   | 4.405            | não informado        |
| 188 |        | Orem                 | Orem, Estados Unidos             | 21 de janeiro de 2024   | 6.689            | não informado        |
| 189 |        | Red Cliffs           | St. George, Estados Unidos       | 24 de março de 2024     | 8.944            | não informado        |
| 190 |        | Urdaneta             | Urdaneta, Filipinas              | 28 de abril de 2024     | 3.029            | não informado        |
| 191 |        | Puebla               | Puebla de Zaragoza, México       | 19 de maio de 2024      | 3.332            | não informado        |
| 192 |        | Taylorsville         | Taylorsville, Estados Unidos     | 2 de junho de 2024      | 6.828            | não informado        |
| 193 |        | Cobán                | Cobán, Guatemala                 | 9 de junho de 2024      | 818              | não informado        |
| 194 |        | Salta                | Salta, Argentina                 | 16 de junho de 2024     | 2.508            | não informado        |
| 195 |        | Layton               | Layton, Estados Unidos           | 16 de junho de 2024     | 8.690            | não informado        |
| 196 |        | Pittsburgh           | Pittsburgh, Estados Unidos       | 15 de setembro de 2024  | 2.973            | não informado        |
| 197 |        | Mendoza              | Mendoza, Argentina               | 22 de setembro de 2024  | 1.951            | não informado        |
| 198 |        | San Pedro Sula       | San Pedro Sula, Honduras         | 13 de outubro de 2024   | 2.787            | não informado        |
| 199 |        | Salvador             | Salvador, Brasil                 | 20 de outubro de 2024   | 2.929            | não informado        |
| 200 |        | Deseret Peak         | Tooele, Estados Unidos           | 10 de novembro de 2024  | 6.503            | não informado        |
| 201 |        | Casper               | Casper, Estados Unidos           | 24 de novembro de 2024  | 929              | não informado        |
| 202 |        | Tallahassee          | Tallahassee, Estados Unidos      | 8 de dezembro de 2024   | 2.694            | não informado        |
| 203 |        | Auckland             | Auckland, Nova Zelândia          | 13 de abril de 2025     | 10.603           | não informado        |
| 204 |        | Nairóbi              | Nairóbi, Quênia                  | 18 de maio de 2025      | 1.846            | não informado        |
| 205 |        | Abidjan              | Abidjã, Costa do Marfim          | 25 de maio de 2025      | 1.613            | não informado        |
| 206 |        | Syracuse             | Syracuse, Estados Unidos         | 8 de junho de 2025      | 8.258            | não informado        |
| 207 |        | Antofagasta          | Antofagasta, Chile               | 15 de junho de 2025     | 2.137            | não informado        |

### Templos Construídos aguardando Dedicação
Os templos programados para dedicação estão ordenados por data e hora anunciadas (do mais antigo para o mais recente). Se dois ou mais tiverem dedicações no mesmo horário previsto (GMT), estes templos serão listados por ordem alfabética. Estes Templos abaixo listados encontram-se em período de Portas Abertas e a aguardar Dedicação.
| Nº  | Imagem | Templo         | Local                          | Data marcada da dedicação | Metros quadrados |
| --- | ------ | -------------- | ------------------------------ | ------------------------- | ---------------- |
| 208 |        | Farmington     | Farmington, Estados Unidos     | 17 de agosto de 2025      | 2.323            |
| 209 |        | Elko           | Elko, Estados Unidos           | 12 de outubro de 2025     | 933              |
| 210 |        | Grand Junction | Grand Junction, Estados Unidos | 19 de outubro de 2025     | 2.323            |
| 211 |        | Bahía Blanca   | Bahía Blanca, Argentina        | 23 de novembro de 2025    | 1.765            |

## Templos em Construção
Os templos em construção estão listados por data e hora anunciadas (do mais antigo para o mais recente). Se duas ou mais Aberturas de Terras tiverem ocorrido no mesmo horário previsto (GMT), serão listadas por ordem alfabética.
| Nº  | Templo                         | Local                                      | Data do anúncio      | Metros quadrados |
| --- | ------------------------------ | ------------------------------------------ | -------------------- | ---------------- |
| 212 | Alabang                        | Muntinlupa, Filipinas                      | 2 de abril de 2017   | não informado    |
| 213 | Davao                          | Davao, Filipinas                           | 7 de outubro de 2018 | 1.714            |
| 214 | Bangalore                      | Bangalore, Índia                           | 1 de abril de 2018   | 3.593            |
| 215 | Harare                         | Harare, Zimbábue                           | 3 de abril de 2016   | 1.603            |
| 216 | Neiafu                         | Neiafu, Tonga                              | 7 de abril de 2019   | 1.579            |
| 217 | Phnom Penh                     | Phnom Penh, Camboja                        | 7 de outubro de 2018 | 929              |
| 218 | Pago Pago                      | Pago Pago, Samoa Americana                 | 7 de abril de 2019   | 1.579            |
| 219 | Bacolod                        | Bacolod, Filipinas                         | 5 de outubro de 2019 | 2.481            |
| 220 | Freetown                       | Freetown, Serra Leoa                       | 5 de outubro de 2019 | 1.672            |
| 221 | Lindon                         | Lindon, Estados Unidos                     | 4 de outubro de 2020 | 8.083            |
| 222 | Burley                         | Burley, Estados Unidos                     | 4 de abril de 2021   | 3.586            |
| 223 | Smithfield                     | Smithfield, Estados Unidos                 | 4 de abril de 2021   | 7.525            |
| 224 | Yorba Linda                    | Yorba Linda, Estados Unidos                | 4 de abril de 2021   | 2.868            |
| 225 | Lubumbashi                     | Lubumbashi, República Democrática do Congo | 5 de abril de 2020   | 1.551            |
| 226 | Ephraim                        | Ephraim, Estados Unidos                    | 1 de maio de 2021    | 3.623            |
| 227 | Heber Valley                   | Heber, Estados Unidos                      | 3 de outubro de 2021 | 8.141            |
| 228 | Willamette Valley              | Springfield, Estados Unidos                | 4 de abril de 2021   | 2.787            |
| 229 | Cidade da Guatemala Miraflores | Cidade da Guatemala, Guatemala             | 4 de outubro de 2020 | 2.787            |
| 230 | Manágua                        | Manágua, Nicarágua                         | 1 de abril de 2018   | 2.323            |
| 231 | Torreón                        | Torreón, México                            | 4 de abril de 2021   | 929              |
| 232 | Querétaro                      | Querétaro, México                          | 4 de abril de 2021   | 2.555            |
| 233 | Port Vila                      | Port Vila, Vanuatu                         | 4 de outubro de 2020 | 929              |
| 234 | Port Moresby                   | Port Moresby, Papua-Nova Guiné             | 5 de outubro de 2019 | 887              |
| 235 | Belo Horizonte                 | Belo Horizonte, Brasil                     | 4 de abril de 2021   | 2.498            |
| 236 | Montpelier                     | Montpelier, Estados Unidos                 | 3 de abril de 2022   | 2.508            |
| 237 | Modesto                        | Modesto, Estados Unidos                    | 3 de abril de 2022   | 2.787            |
| 238 | Fort Worth                     | Fort Worth, Estados Unidos                 | 3 de outubro de 2021 | 2.787            |
| 239 | Kaohsiung                      | Kaohsiung, Taiwan                          | 3 de outubro de 2021 | 1.013            |
| 240 | Knoxville                      | Knoxville, Estados Unidos                  | 3 de abril de 2022   | 2.865            |
| 241 | San Luis Potosí                | San Luis Potosí, México                    | 3 de abril de 2022   | 864              |
| 242 | Cleveland                      | Cleveland, Estados Unidos                  | 3 de abril de 2022   | 920              |
| 243 | Teton River                    | Rexburg, Estados Unidos                    | 3 de outubro de 2021 | 9.290            |
| 244 | Santa Cruz                     | Santa Cruz de la Sierra, Bolívia           | 4 de outubro de 2020 | 2.694            |
| 245 | Ribeirão Preto                 | Ribeirão Preto, Brasil                     | 2 de outubro de 2022 | 2.973            |
| 246 | Londrina                       | Londrina, Brasil                           | 2 de outubro de 2022 | 2.973            |
| 247 | Santiago Oeste                 | Santiago, Chile                            | 3 de outubro de 2021 | 1.161            |
| 248 | Austin                         | Austin, Estados Unidos                     | 3 de abril de 2022   | 2.787            |
| 249 | Cagayan de Oro                 | Cagayan de Oro, Filipinas                  | 1 de abril de 2018   | 1.714            |
| 250 | Wichita                        | Wichita, Estados Unidos                    | 3 de abril de 2022   | 924              |
| 251 | Cody                           | Cody, Estados Unidos                       | 3 de outubro de 2021 | 924              |
| 252 | Tarawa                         | Taraua, Kiribati                           | 4 de outubro de 2020 | 929              |
| 253 | Grand Rapids                   | Grand Rapids, Estados Unidos               | 2 de outubro de 2022 | 1.869            |
| 254 | Cidade de Tacloban             | Tacloban, Filipinas                        | 3 de outubro de 2021 | não informado    |
| 255 | Cáli                           | Cáli, Colômbia                             | 4 de abril de 2021   | 883              |
| 256 | Antananarivo                   | Antananarivo, Madagáscar                   | 3 de outubro de 2021 | não informado    |
| 257 | Birmingham                     | Birmingham, Reino Unido                    | 3 de abril de 2022   | não informado    |
| 258 | Lethbridge                     | Lethbridge, Canadá                         | 2 de abril de 2023   | 4.181            |
| 259 | Lagos                          | Lagos, Nigéria                             | 7 de outubro de 2018 | 1.839            |
| 260 | Natal                          | Natal, Brasil                              | 2 de abril de 2023   | 1.839            |
| 261 | Benin City                     | Cidade do Benim, Nigéria                   | 5 de abril de 2020   | 2.852            |
| 262 | Budapeste                      | Budapeste, Hungria                         | 7 de abril de 2019   | 1.672            |
| 263 | Singapura                      | Singapura, Singapura                       | 4 de abril de 2021   | não informado    |

## Templos com Abertura de Terra marcada
Os templos programados para Abertura de Terra estão listados por data programada. Se for marcada mais do que uma inauguração para a mesma data, os templos serão ordenados por fuso horário, de este para oeste, começando na linha internacional de data. Quando dois ou mais templos estão na mesma data e no mesmo fuso horário, são listados por ordem cronológica (de acordo com a hora do dia em que ocorre(m) a(s) inauguração(ões)).
| Nº  | Templo     | Local                     | Data do anúncio      | Data marcada         | Metros quadrados |
| --- | ---------- | ------------------------- | -------------------- | -------------------- | ---------------- |
| 264 | Wellington | Wellington, Nova Zelândia | 3 de abril de 2022   | 2 de agosto de 2025  | 1.384            |
| 265 | Vancouver  | Vancouver, Canadá         | 1 de outubro de 2023 | 23 de agosto de 2025 | 3.995            |

## Templos Anunciados
Os templos são listados pela data em que foram anunciados. Se vários templos tiverem sido anunciados no mesmo dia, serão listados pela ordem anunciada.

### Templos com Renderização Feita
| Nº  | Templo                           | Local                                   | Data do anúncio      | Metros quadrados | Link para Renderização  |
| --- | -------------------------------- | --------------------------------------- | -------------------- | ---------------- | ----------------------- |
| 266 | Cidade do Cabo                   | Cidade do Cabo, África do Sul           | 4 de abril de 2021   | 883              | Visualizar Renderização |
| 267 | São Paulo Leste                  | Vila Carrão, Brasil                     | 4 de outubro de 2020 | 4.278            | brevemente              |
| 268 | Tampa                            | Tampa, Estados Unidos                   | 3 de abril de 2022   | 2.787            | Visualizar Renderização |
| 269 | Cidade do México Benemérito      | Cidade do México, México                | 3 de abril de 2022   | 2.694            | Visualizar Renderização |
| 270 | Santos                           | Santos, Brasil                          | 3 de abril de 2022   | 2.137            | brevemente              |
| 271 | Lone Mountain                    | Las Vegas, Estados Unidos               | 2 de outubro de 2022 | 8.083            | Visualizar Renderização |
| 272 | Barcelona                        | Barcelona, Espanha                      | 3 de abril de 2022   | 2.255            | Visualizar Renderização |
| 273 | Vitória                          | Vitória, Brasil                         | 3 de outubro de 2021 | 985              | brevemente              |
| 274 | Maceió                           | Maceió, Brasil                          | 3 de abril de 2022   | 1.765            | Visualizar Renderização |
| 275 | Huehuetenango                    | Huehuetenango, Guatemala                | 2 de outubro de 2022 | 1.002            | Visualizar Renderização |
| 276 | Oslo                             | Oslo, Noruega                           | 4 de abril de 2021   | 1.003            | Visualizar Renderização |
| 277 | Kumasi                           | Kumasi, Gana                            | 4 de abril de 2021   | 2.114            | brevemente              |
| 278 | Charlotte                        | Charlotte, Estados Unidos               | 2 de abril de 2023   | 2.787            | brevemente              |
| 279 | Bakersfield                      | Bakersfield, Estados Unidos             | 2 de abril de 2023   | 2.787            | Visualizar Renderização |
| 280 | La Paz                           | La Paz, Bolívia                         | 3 de outubro de 2021 | 1.751            | Visualizar Renderização |
| 281 | Teresina                         | Teresina, Brasil                        | 2 de abril de 2023   | 2.362            | Visualizar Renderização |
| 282 | San Jose                         | São José, Estados Unidos                | 2 de abril de 2023   | 2.787            | Visualizar Renderização |
| 283 | Viena                            | Viena, Áustria                          | 4 de abril de 2021   | 1.421            | brevemente              |
| 284 | Harrisburg                       | Harrisburg, Estados Unidos              | 2 de abril de 2023   | 1.858            | Visualizar Renderização |
| 285 | Winchester                       | Winchester, Estados Unidos              | 2 de abril de 2023   | não informado    | Visualizar Renderização |
| 286 | Viña del Mar                     | Viña del Mar, Chile                     | 1 de outubro de 2023 | não informado    | brevemente              |
| 287 | Toluca                           | Toluca, México                          | 2 de outubro de 2022 | 1.765            | Visualizar Renderização |
| 288 | João Pessoa                      | João Pessoa, Brasil                     | 1 de outubro de 2023 | não informado    | Visualizar Renderização |
| 289 | McKinney                         | Fairview, Estados Unidos                | 2 de outubro de 2022 | não informado    | Visualizar Renderização |
| 290 | Cuernavaca                       | Cuernavaca, México                      | 2 de outubro de 2022 | não informado    | Visualizar Renderização |
| 291 | Cusco                            | Cusco, Peru                             | 3 de abril de 2022   | não informado    | brevemente              |
| 292 | Iquitos                          | Iquitos, Peru                           | 2 de abril de 2023   | não informado    | brevemente              |
| 293 | Jacksonville                     | Jacksonville, Estados Unidos            | 2 de outubro de 2022 | não informado    | Visualizar Renderização |
| 294 | Jacarta                          | Jacarta, Indonésia                      | 2 de abril de 2023   | não informado    | brevemente              |
| 295 | Osaka                            | Osaka, Japão                            | 1 de outubro de 2023 | não informado    | brevemente              |
| 296 | Savai’i                          | Savai'i, Samoa                          | 1 de outubro de 2023 | não informado    | brevemente              |
| 297 | Kananga                          | Kananga, República Democrática do Congo | 3 de outubro de 2021 | não informado    | brevemente              |
| 298 | West Jordan                      | West Jordan, Estados Unidos             | 7 de abril de 2024   | não informado    | Visualizar Renderização |
| 299 | Lehi                             | Lehi, Estados Unidos                    | 7 de abril de 2024   | não informado    | Visualizar Renderização |
| 300 | Cincinnati                       | Cincinnati, Estados Unidos              | 7 de abril de 2024   | não informado    | Visualizar Renderização |
| 301 | Des Moines                       | Des Moines, Estados Unidos              | 7 de abril de 2024   | não informado    | Visualizar Renderização |
| 302 | Bruxelas                         | Bruxelas, Bélgica                       | 4 de abril de 2021   | não informado    | Visualizar Renderização |
| 303 | Springfield                      | Springfield, Estados Unidos             | 2 de abril de 2023   | não informado    | Visualizar Renderização |
| 304 | Tulsa                            | Tulsa, Estados Unidos                   | 1 de outubro de 2023 | não informado    | brevemente              |
| 305 | Tacoma                           | Tacoma, Estados Unidos                  | 2 de outubro de 2022 | não informado    | Visualizar Renderização |
| 306 | Missoula                         | Missoula, Estados Unidos                | 3 de abril de 2022   | não informado    | Visualizar Renderização |
| 307 | Colorado Springs                 | Colorado Springs, Estados Unidos        | 1 de outubro de 2023 | não informado    | Visualizar Renderização |
| 308 | Fairbanks                        | Fairbanks, Estados Unidos               | 1 de outubro de 2023 | não informado    | Visualizar Renderização |
| 309 | Centro da Cidade de Buenos Aires | Buenos Aires, Argentina                 | 2 de outubro de 2022 | não informado    | brevemente              |
| 310 | Huntsville                       | Huntsville, Estados Unidos              | 6 de outubro de 2024 | não informado    | Visualizar Renderização |
| 311 | Florianópolis                    | Florianópolis, Brasil                   | 7 de abril de 2024   | não informado    | brevemente              |
| 312 | Culiacán                         | Culiacán, México                        | 3 de outubro de 2021 | não informado    | brevemente              |
| 313 | Cidade de Tuguegarao             | Tuguegarao, Filipinas                   | 2 de abril de 2023   | não informado    | Visualizar Renderização |
| 314 | Retalhuleu                       | Retalhuleu, Guatemala                   | 2 de abril de 2023   | não informado    | Visualizar Renderização |
| 315 | Eket                             | Eket, Nigéria                           | 2 de outubro de 2022 | não informado    | brevemente              |

### Templos em Fase de Planeamento do Interior
| Nº  | Templo               | Local                                     | Data do anúncio      | Metros quadrados |
| --- | -------------------- | ----------------------------------------- | -------------------- | ---------------- |
| 316 | Rússia               | (Cidade a ser determinada), Rússia        | 1 de abril de 2018   | não informado    |
| 317 | Dubai                | Dubai, Emirados Árabes Unidos             | 5 de abril de 2020   | não informado    |
| 318 | Xangai               | Xangai, China                             | 5 de abril de 2020   | não informado    |
| 319 | Beira                | Beira, Moçambique                         | 4 de abril de 2021   | não informado    |
| 320 | Monróvia             | Monróvia, Libéria                         | 3 de outubro de 2021 | não informado    |
| 321 | Brazzaville          | Brazzaville, República do Congo           | 3 de abril de 2022   | não informado    |
| 322 | Busan                | Busan, Coreia do Sul                      | 2 de outubro de 2022 | não informado    |
| 323 | Naga                 | Naga, Filipinas                           | 2 de outubro de 2022 | não informado    |
| 324 | Santiago             | Santiago, Filipinas                       | 2 de outubro de 2022 | não informado    |
| 325 | Chiclayo             | Chiclayo, Peru                            | 2 de outubro de 2022 | não informado    |
| 326 | Pachuca              | Pachuca, México                           | 2 de outubro de 2022 | não informado    |
| 327 | Tula                 | Tula, México                              | 2 de outubro de 2022 | não informado    |
| 328 | Iloilo               | Iloilo, Filipinas                         | 2 de abril de 2023   | não informado    |
| 329 | Hamburgo             | Hamburgo, Alemanha                        | 2 de abril de 2023   | não informado    |
| 330 | Cancún               | Cancún, México                            | 1 de outubro de 2023 | não informado    |
| 331 | Piura                | Piura, Peru                               | 1 de outubro de 2023 | não informado    |
| 332 | Huancayo             | Huancayo, Peru                            | 1 de outubro de 2023 | não informado    |
| 333 | Goiânia              | Goiânia, Brasil                           | 1 de outubro de 2023 | não informado    |
| 334 | Calabar              | Calabar, Nigéria                          | 1 de outubro de 2023 | não informado    |
| 335 | Cape Coast           | Cape Coast, Gana                          | 1 de outubro de 2023 | não informado    |
| 336 | Luanda               | Luanda, Angola                            | 1 de outubro de 2023 | não informado    |
| 337 | Mbuji-Mayi           | Buchimaie, República Democrática do Congo | 1 de outubro de 2023 | não informado    |
| 338 | Laoag                | Laoag, Filipinas                          | 1 de outubro de 2023 | não informado    |
| 339 | Roanoke              | Roanoke, Estados Unidos                   | 1 de outubro de 2023 | não informado    |
| 340 | Ulaanbaatar          | Ulã Bator, Mongólia                       | 1 de outubro de 2023 | não informado    |
| 341 | Uturoa               | Uturoa, Polinésia Francesa                | 7 de abril de 2024   | não informado    |
| 342 | Chihuahua            | Chihuahua, México                         | 7 de abril de 2024   | não informado    |
| 343 | Kahului              | Kahului, Maui, Havaí                      | 1 de outubro de 2023 | não informado    |
| 344 | Rosário              | Rosário, Argentina                        | 7 de abril de 2024   | não informado    |
| 345 | Edimburgo            | Edimburgo, Escócia                        | 7 de abril de 2024   | não informado    |
| 346 | Brisbane Sul         | Brisbane, Austrália                       | 7 de abril de 2024   | não informado    |
| 347 | Vitória              | Vitória, Colúmbia Britânica               | 7 de abril de 2024   | não informado    |
| 348 | Yuma                 | Yuma, Estados Unidos                      | 7 de abril de 2024   | não informado    |
| 349 | Houston Sul          | Houston, Estados Unidos                   | 7 de abril de 2024   | não informado    |
| 350 | Honolulu             | Honolulu, Hawai                           | 7 de abril de 2024   | não informado    |
| 351 | Maracaibo            | Maracaibo, Venezuela                      | 7 de abril de 2024   | não informado    |
| 352 | Juchitán de Zaragoza | Juchitán de Zaragoza, México              | 6 de outubro de 2024 | não informado    |
| 353 | Santa Ana            | Santa Ana, El Salvador                    | 6 de outubro de 2024 | não informado    |
| 354 | Medellín             | Medellín, Colômbia                        | 6 de outubro de 2024 | não informado    |
| 355 | Santiago             | Santiago, República Dominicana            | 6 de outubro de 2024 | não informado    |
| 356 | Puerto Montt         | Puerto Montt, Chile                       | 6 de outubro de 2024 | não informado    |
| 357 | Dublin               | Dublin, Irlanda                           | 6 de outubro de 2024 | não informado    |
| 358 | Milão                | Milão, Itália                             | 6 de outubro de 2024 | não informado    |
| 359 | Abuja                | Abuja, Nigéria                            | 6 de outubro de 2024 | não informado    |
| 360 | Kampala              | Campala, Uganda                           | 6 de outubro de 2024 | não informado    |
| 361 | Maputo               | Maputo, Moçambique                        | 6 de outubro de 2024 | não informado    |
| 362 | Coeur d'Alene        | Coeur d'Alene, Estados Unidos             | 6 de outubro de 2024 | não informado    |
| 363 | Queen Creek          | Queen Creek, Estados Unidos               | 6 de outubro de 2024 | não informado    |
| 364 | El Paso              | El Paso, Estados Unidos                   | 6 de outubro de 2024 | não informado    |
| 365 | Milwaukee            | Milwaukee, Estados Unidos                 | 6 de outubro de 2024 | não informado    |
| 366 | Summit               | Summit, Estados Unidos                    | 6 de outubro de 2024 | não informado    |
| 367 | Price                | Price, Estados Unidos                     | 6 de outubro de 2024 | não informado    |
| 368 | Reynosa              | Reynosa, México                           | 6 de abril de 2025   | não informado    |
| 369 | Chorrillos           | Chorrillos, Peru                          | 6 de abril de 2025   | não informado    |
| 370 | Rivera               | Rivera, Uruguai                           | 6 de abril de 2025   | não informado    |
| 371 | Campo Grande         | Campo Grande, Brasil                      | 6 de abril de 2025   | não informado    |
| 372 | Porto                | Porto, Portugal                           | 6 de abril de 2025   | não informado    |
| 373 | Uyo                  | Uyo, Nigéria                              | 6 de abril de 2025   | não informado    |
| 374 | San Jose del Monte   | San Jose del Monte, Filipinas             | 6 de abril de 2025   | não informado    |
| 375 | Nouméa               | Numeá, Nova Caledónia                     | 6 de abril de 2025   | não informado    |
| 376 | Liverpool            | Liverpool, Austrália                      | 6 de abril de 2025   | não informado    |
| 377 | Caldwell             | Caldwell, Estados Unidos                  | 6 de abril de 2025   | não informado    |
| 378 | Flagstaff            | Flagstaff, Estados Unidos                 | 6 de abril de 2025   | não informado    |
| 379 | Rapid City           | Rapid City, Estados Unidos                | 6 de abril de 2025   | não informado    |
| 380 | Greenville           | Greenville, Estados Unidos                | 6 de abril de 2025   | não informado    |
| 381 | Norfolk              | Norfolk, Estados Unidos                   | 6 de abril de 2025   | não informado    |
| 382 | Spanish Fork         | Spanish Fork, Estados Unidos              | 6 de abril de 2025   | não informado    |